# Image (Lied)
Image ist ein Lied der Band Theatre of Tragedy, das die Gruppe 2000 als Vorab-Single zu ihrem vierten Album ['mju:zik] veröffentlichte. Es markierte einen radikalen Image- und Stilwandel der Band der auf viel Widerstand stieß.

## Hintergrund und Veröffentlichungen
Das Stück Image entstand in der Ausarbeitung des vierten Studioalbums ['mju:zik]. Als Urheber des Stücks wurde die Band gemeinschaftlich angegeben. Nach Liv Kristine Espenæs schrieb Raymond I. Rohonyi den Großteil der Musik. Nachdem Tommy Olsson, der hauptverantwortlich für die Musik des Albums Aégis war, die Band 1999 verlassen hatte, nahm sich Rohonyi dieser Aufgabe an. Unter dem gewachsenen Einfluss von Gruppen wie Depeche Mode und Kraftwerk und gesteigertem Interesse an elektronischer Musik veränderte sich der Klang der Band. Wie auf den vorherigen Veröffentlichungen schrieb Rohonyi auch den Text, doch anders als zuvor nicht mehr im Frühneuenglisch, sondern in modernem Englisch.
Zur Aufnahme bestand Theatre of Tragedy aus Gitarrist Frank Claussen, Schlagzeuger Hein Frode Hansen, Sängerin Espenæs, Keyboarder Lorentz Aspen und Sänger Rohonyi. Eine Neubesetzung des zweiten Gitarristen blieb aus, wodurch das Gitarrenspiel weniger präsent im Stück wurde. Dabei verwies Aspen darauf, dass die Veränderung im Songwriting mehr mit der Gruppendynamik und dem daran anknüpfenden kreativen Prozess der Band zusammenhing.
Die Aufnahmen fanden in Norwegen im Sound Suite Studio und im Studio Lydlab statt. Die Produktion übernahm Erik Ljunggren von Zeromancer. Neben ihm brachten sich Jon Marius Aareskjold und Ulf W. Ø. Holand als Tontechniker ein. Holand übernahm die Abmischung. Gemastert wurde das Stück von Rene Schardt. EastWest veröffentlichte Image als Single am 25. September 2000 (Katalognummer: 8573-84756-2) in einer limitierten und nummerierten Auflage von 6.666 Exemplaren und finanzierte ein Musikvideo zum Stück. Dabei war Image ursprünglich nicht als Teil des Albums vorgesehen. Die Regie übernahm Rainer Thieding. Das in Schwarz-weiß gedrehte Video zeigt Close-Ups der Musiker beim Spielen des Stücks und von eng umschlungenen Menschen mit silbrig glänzenden Körpern. Das Album erschien am 2. Oktober des gleichen Jahres (Katalognummer: 8573-84757-2). Image ist der sechste Titel des Albums. Für den an Image und ['mju:zik] auszumachenden Image- und Stilwandel von Theatre of Tragedy hin zum technoiden Synth Rock erfuhr die Gruppe viel Widerstand, sowohl aus ihrer Anhängerschaft wie auch in der Presse. Dem Gegenüber gelang das Video erfolgreich in die Rotation des Musiksenders VIVA Zwei und erschloss der Gruppe neue Zielgruppen. Allerdings, so die Mitglieder, weniger als sie durch den Wandel verloren.

## Musik und Text
Image ist ein energiegeladener und positiver Synth-Rock-Song. Er wurde im 4/4-Takt mit 155 BpM im Grundton C-Dur geschrieben.
Das Stück baut auf „unterkühlten Electrobeats, atmosphärischen Keyboards, Raymond I. Rohonyis klinisch-monotonem Sprechgesang, straighten Riffs und dem starken Gesang von Live [!sic] Kristine“ auf. Dabei ist der Textvortrag von Rohonyis beim Stück Image auf wenige Zeilen begrenzt. Der einstige Wechselgesang wird gänzlich ausgespart. Das Stück beinhaltet einen melodischen Refrain, der sich den „tanzbaren“ aber kühlen Klang ergänzt. So habe die Gruppe „ganz tief in die Elektrokiste gegriffen und fährt eine ganze Armada an Synth-Sounds und Samples auf. Schwere Riffs kommen wohl auch vor, sind aber nicht sehr dominant und wenn überhaupt meist nur in den Refrains zu finden. Die Melodien sind schon cathcy [!sic] und kleben in den Gehörgängen, nur hat das nicht immer viel mit Gothic-Metal/Gothic-Rock zu tun.“
Der Text und insbesondere der Refrain wurde indes als „eine der beschämendsten Hymnen der Geschichte zum Thema weiblich sexuellem Empowerment“ kritisiert. Insbesondere der direkte Refrain „The call is mine/I’m gonna get you up/I’m gonna get on the top (Die Entscheidung liegt bei mir/ich bringe dich hoch/ich gehe nach oben)“ wirke „einfach unreif und deplatziert“.

## Titelliste der Single
1. Image: 3:07
2. Machine: 4:12
3. Fragment (Element Remix): 3:55
4. Machine (VNV Nation Remix): 6:23